# Wikstroemia delavayi
Wikstroemia delavayi är en tibastväxtart som beskrevs av Paul Lecomte. Wikstroemia delavayi ingår i släktet Wikstroemia och familjen tibastväxter. Inga underarter finns listade i Catalogue of Life.